# دارفور (فلم)
دارفور (بالإنجليزية: Darfur) هو فيلم دراما وحرب أُنتج في الولايات المتحدة وألمانيا وكندا وجنوب أفريقيا وصدر سنة 2009 بطولة كريستانا لوكن وإدوارد فورلونغ وبيلي زين.

## القصة
يواجه صحفيون أمريكيون في السودان معضلة ما إذا كانوا سيعودون إلى وطنهم للإبلاغ عن الفظائع التي يرونها، أو البقاء ومساعدة بعض الضحايا.

## وصلات خارجية
- مقالات تستعمل روابط فنية بلا صلة مع ويكي بيانات